# Просветитељство (књижевност)
Просвећеност, просветитељство или рационализам (лат. ratio - разум) је најзначајнија културно-књижевна епоха после ренесансе и највећи интелектуални покрет у Европи. Обухвата читав 18. век, али су филозофске припреме за њу извршене још у 17. веку, а одјеци идеја овог периода трајали су у неким земљама све до средине 19. века.

## Обележја и идеје просветитељства
Епоха просвећености карактерише се претежно одређеним идејно-филозофским ставовима, који се у књижевности тог доба манифестују у неколико књижевностилских варијанта: док на почетку века још преовлађују стилске црте класицизма, паралелно с тим ова епоха изграђује и неке своје књижевне особености (дидактички списи, филозофско-моралне расправе, грађански роман и грађанска драма), да би у другој половини века, у доба тзв. зреле просвећености, испољила неке тежње супротне основном ставу просвећености о безусловном примату „разума“ у човековом животу. Књижевне појаве тих последњих деценија века просвећености сврставају се у књижевни правац сентиментализам и предромантизам.
Основна идеја просветитељских филозофа била је да се човек рађа по природи добар и да му је душа чиста као „неисписан лист хартије“ („tabula rasa“), а да од искуства зависи како ће та хартија бити исписана. Због тога школа и просвета у рационализму имају највећи значај, те су зато популарно-научни и дидактички списи најпреча народна потреба. Лепа књижевност мора не само забављати него и поучавати (тзв. утилитарна књижевност). После хуманизма и ренесансе реформације су ишле ка истицању аутономије разума и слободног одлучивања заснованог на принципима разумности, а против мрачног средњег века који је апсолутизовао власт цркве, религије и теологије. Просветитељство у правилном васпитању види главно средство за човеково формирање и разумно одлучивање.
Мада се књижевне врсте класицизма (трагедија и епопеја) и даље плодно негују, просвећеност је, пре свега, епоха прозе, тј. романа, драма, поучних списа, расправа, трактата, разговора и изрека.

### Просветитељска књижевност у Србији
Најзначајнији представник просвећености у Србији је био Доситеј Обрадовић који је својим делом Живот и прикљученија (1783.), својим Баснама (1788.) и својим моралистичким есејима засновао српску новију књижевност коју је имплементирао у европске литералне кругове.

## Представници

### Немачка
- Лесинг

### Француска
- Жан Жак Русо
- Монтескје
- Волтер
- Дени Дидро

### Енглеска
- Данијел Дефо
- Џонатан Свифт
- Самјуел Ричардсон
- Хенри Филдинг
- Александар Поуп

### Србија
- Захарије Орфелин
- Гаврил Стефановић Венцловић
- Доситеј Обрадовић